# ʿAbdallāh ibn Masʿūd

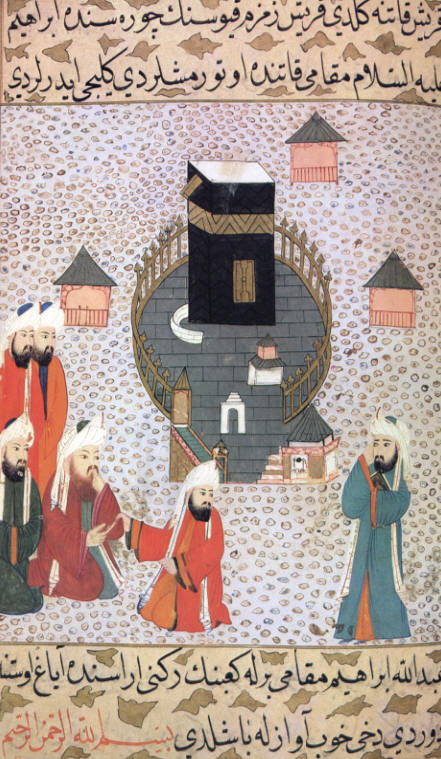
Abdullah bin Mesud verliest vor den Koreischiten in Mekka den Koran (Miniatur aus Siyer-i-Nebi 1595 n. Chr.)

ʿAbdallāh ibn Masʿūd (arabisch عبد الله بن مسعود gest. 652 / 32 AH) war einer der wichtigsten Gefährten des Propheten Mohammed und einer der ersten Muslime, nach islamischer Überlieferung der Achte. Er ist ein wichtiger Überlieferer von Hadithen und spielt eine wichtige Rolle bei der Überlieferung des Korantexts.
Zur Zeit des Kalifen ʿUmar ibn al-Chattāb wurde er zum Statthalter von Kufa ernannt.
Ibn Masʿūd hatte eine eigene Zusammenstellung des Korans angefertigt, die zur Zeit seiner Statthalterschaft in Kufa weit verbreitet und geschätzt war. In seiner persönlichen Koranabschrift ließ er die erste Sure (al-Fātiha) bewusst weg, da er ihre Niederschrift nicht für nötig hielt, weil jeder Muslim sie ohnehin auswendig kannte. Als der Kalif ʿUthmān die Version von Zaid ibn Thābit zur allein gültigen erklärte und den Befehl gab, alle anderen Versionen vernichten zu lassen, weigerte Ibn Masʿūd sich zunächst, seine Version auszuhändigen. Muslimische Autoren neigen dazu, diese Weigerung so zu interpretieren, dass er gefühlsmäßig an seinem Exemplar hing und nicht, dass er seinen eigenen Text für besser als den Text von Zaid ibn Thābit hielt.
Wie Umar verbot ʿAbdallāh ibn Masʿūd den Frauen, am Freitagsgebet teilzunehmen, mit dem Argument, dass sie eine Blöße (ʿaura) seien und die Männer vom Gebet ablenkten. In verschiedenen Hadith-Werken wird er in diesem Zusammenhang mit der Aufforderung an die Frauen zitiert: „Geht nach Hause. Das ist besser für Euch.“
Von Ibn Masʿūd kursierte der Ausspruch: „Verdammt ist, wer schon im Mutterleibe verdammt ist; selig ist, wer schon im Mutterleibe selig (= zur ewigen Seligkeit bestimmt) ist.“ Dieser spielte eine wichtige Rolle innerhalb der islamischen Diskussionen über die Prädestination und wurde in erweiterter Form als Hadith kolportiert.